# 鸕鶿排 (西貢區)
鸕鶿排（英語：Lo Chi Pai）是中華人民共和國香港特別行政區的一個島嶼，地區行政上屬於西貢區，位於橋咀洲以東，滘西洲以西。
鸕鶿排上並沒有居民居住。